# Conferència General de Pesos i Mesures
La Conferència General de Pesos i Mesures (CGPM, Conférence générale des poids et mesures) és l'òrgan decisori de la Convenció del Metre (Convention du Mètre), encarregat de prendre les decisions en matèria de metrologia, en particular sobre el Sistema Internacional d'Unitats (SI). Igualment com la Convention du Mètre, a ser creada el 1875.
La conferència reuneix els delegats dels estats membres de la Convention du Mètre i dels estats associats. Actualment la conferència es reuneix cada quatre anys a la seu de l'Oficina Internacional de Pesos i Mesures (BIPM, Bureau international des poids et mesures) a Sèvres, una població de la rodalia de París. La primera conferència es va fer el 1889.
A cada conferència, els membres treballen sobre els informes del Comitè Internacional de Pesos i Mesures (CIPM, Comité international des poids et mesures) que relaten els treballs que han portat a terme. En funció d'aquests treballs prenen decisions sobre l'extensió i la millora del Sistema Internacional d'Unitats (SI), també poden prendre decisions i recomanacions generals sobre la metrologia. D'altra banda, també poden discutir decisions administratives sobre el funcionament del BIPM.

## Reunions de la CGPM i decisions importants
- 1a (1889) - Confirmació dels prototipus internacionals del metre i del quilogram.[3]
- 2a (1897) - (Cap resolució)
- 3a (1901) - Definició del litre com volum ocupat per la massa d'1 quilogram d'aigua pura, a la seva màxima densitat i sota la pressió atmosfèrica normal;[4] afirmació que el terme pes designa una força i definició de l'acceleració normal de la gravetat terrestre de 980,665 cm/s².[5]
- 4a (1907) - (Cap resolució)
- 5a (1913) - (Cap resolució)
- 6a (1921) - (Cap resolució); Es revisa la Convenció del Metre.
- 7a (1927) - Precisió sobre la definició del metre[6] Creació del Comitè consultiu d'electricitat (CCE, Comité consultatif d'électricité). Esdevindrà el Comitè consultiu d'electricitat i magnetisme (Comité consultatif d'électricité et magnétisme el 1997.
- 8a (1933) - Decisions sobre diversos prototips del metre i del quilogram; institució del Comitè consultiu de fotometria;[7] substitució de les unitats elèctriques obsoletes per les internacionals;[8] reflexió adreçada a l'establiment d'un patró per la llum.[9]
- 9a (1948) - Reflexió per tal de fer una nova definició del metre a partir de la longitud d'ona d'algun tipus de radiació;[10] instauració del joule com a unitat de la quantitat de calor i la utilització del punt triple de l'aigua com a escala termodinàmica amb un sol punt fix;[11] definició dels símbols de les unitats en vigor.[12]
- 10a (1954) - Definició de l'escala termodinàmica amb el punt triple de l'aigua i del kelvin;[13] definició de l'atmosfera normal;[14] reflexió adreçada a una nova definició del segon;[15] definició de les unitats de base del sistema internacional[16]
- 11a (1960) - Reflexió per tal de definir unitats i nocions utilitzades en el domini de les radiacions ionitzants;[17] nova definició del metre a partir d'un múltiple de la longitud d'ona entre dos nivells d'excitació del criptó-86;[18] nova definició del segon com una fracció de l'any tròpic 1900;[19] definició del Sistema Internacional d'Unitats, de les unitats de base, les unitats suplementàries i les unitats derivades, amb els seus múltiples (fins a Tera) i submúltiples (fins a pico);[20] miria- i mirio- són retirats.
- 12a (1964) - Reflexió per tal d'arribar a una nova definició del segon a partir de processos atòmics;[21] nova definició del litre com un decímetre cúbic;[22] definició dels submúltiples femto i atto;[23] reflexió per revisar l'escala internacional de temperatura de 1948.[24]
- 13a (1967) - Nova definició del segon com a la duració de 9 192 631 770 períodes de la radiació que correspon a la transició entre els dos nivells hiperfins de l'estat fonamental de l'àtom de cesi-133;[25] el grau Kelvin esdevé el kelvin;[26] redefinició de la candela;[27] s'abandonen les unitats micró i nova candela.[28]
- 14a (1971) - Reflexió adreçada a obtenir una definició del temps atòmic internacional;[29] definició del mol com la quantitat de matèria que conté un nombre de partícules o entitats elementals igual al nombre d'àtoms continguts en 0,012 kg de carboni-12..[30]
- 15a (1975) - Reflexió per arribar a una nova definició de l'ampere;[31] aprovació de l'escala internacional de temperatura de 1968 modificada el 1975;[32] definició del becquerel.[33] i del gray[34] com a unitat per les radiacions ionitzants; adopció dels prefixos Peta i Exa[35]
- 16a (1979) – Redefinició de la candela com la intensitat lluminosa, en una direcció donada, d'una font que emet una radiació monocromàtica de freqüència 540x1012 hertz i amb una intensitat energètica en aquesta direcció d'1/683 watt per estereoradiant;[36] definició del sievert com unitat de la dosi equivalent.[37]
- 17a (1983) - Es redefineix el metre a partir de la velocitat de la llum.[38]
- 18a (1987) - Invitació a adoptar valors per les constants de Josephson, KJ, i von Klitzing, RK;[39] directives per a l'adopció d'una nova escala internacional de temperatura.[40]
- 19a (1991) - Adopció dels valors convencionals de les constants de Josephson i de von Klitzing de KJ-90 = 483 597,9 GHz/V i RK-90 = 25 812,807 W;[41] aprovació de l'escala internacional de temperatura de 1990;[42] adopció dels prefixes zetta, yotta, zepto i yocto.[43]
- 20a (1995) - Recomanació adreçada a obtenir una nova definició de la unitat de massa a partir de constants fonamentals o atòmiques;[44] les unitats suplementàries radian i estereoradiant esdevenen unitats derivades.[45]
- 21a (1999) - Reflexió per tal d'assolir una nova definició de la unitat de massa a partir de constants fonamentals;[46] reflexió per tal d'estendre l'escala internacional de temperatures a les baixes temperatures (per sota de 0,65 K);[47] adopció del katal com a unitat de mesura de l'activitat catalítica.[48]
- 22a (2003) - Confirmació del punt i la coma com a separadors decimals.[49]
- 23a (2007) – Clarificació sobre la definició del kelvin i encoratjament dels treballs per arribar a poder redefinir el quilogram, ampère, mol i kelvin a partir de constants fonamentals a la 24a conferència que se celebrarà el 2011.[50]